# ジェサリン・ギルシグ
ジェサリン・ギルシグ（Jessalyn Gilsig、1971年11月30日 - ）は、カナダの女優である。代表作はTVシリーズ『ボストン・パブリック』と『NIP/TUCK マイアミ整形外科医』である。また、『NYPDブルー』や『プリズン・ブレイク』などにも出演している。

## 人物
ケベック州モントリオール出身で、母は作家兼翻訳家で、父はエンジニア 。
12歳のころから俳優業を始めた。高校は、モントリオールの下町にある女子高に通った。ハーバード大学のアメリカン・レポートリー・シアター(en:American Repertory Theater)で学び、1983年から、英文学士号を取得する93年まで、マギル大学で学んだ。
2002年、高校時代から付き合っていた映画プロデューサーであるボビー・サロモンとハリウッドに移り、2005年1月1日に結婚。ジェサリンの父方がユダヤ系であり、サロモンもユダヤ教徒であったため、結婚式はユダヤ教の伝統にのっとったものになった 。
2人の間に一女をもうけたが、2人は2009年から別居中であり、2010年には離婚手続きを開始した
。

### 俳優としての経歴
彼女は声優として、俳優のキャリアをスタートさせ、『キャメロット』といったアニメ作品に出演した。2000年には、『ボストン・パブリック』のローレン・デイヴィス役で初めてメインキャストを演じた。
1995年にニューヨークに移り、オフ・ブロードウエイの舞台に立つ。また、カナダのテレビシリーズ等にも出演するようになる。
2000年代に入ってから『ボストン・パブリック』や『NIP/TUCK マイアミ整形外科医』といったアメリカの人気ドラマに出演するようになる。2009年には『Glee』に出演、ウィル・シュースターの妻を演じて、全米映画俳優組合賞アンサンブル演技賞（コメディ部門）を受賞。

## 出演作品

### 映画
| 公開年 | 邦題 原題                                        | 役名               | 備考       |
| ------ | ------------------------------------------------ | ------------------ | ---------- |
| 1989   | ジャックナイフ Jacknife                          | ガールフレンド     |            |
| 1998   | モンタナの風に抱かれて The Horse Whisperer       | ルーシー           |            |
| 1998   | 魔法の剣 キャメロット Quest for Camelot          | Kayley             | 声の出演   |
| 1999   | アイリスの秋 A Cooler Climate                    | キャリー           | テレビ映画 |
| 2004   | ラフ・ショット Chicks with Sticks                | ポーラ             |            |
| 2007   | デイ・アフター 首都水没 Flood                    | サム               |            |
| 2007   | エアポート'08 Destination: Infestation           | キャロライン・ロス | テレビ映画 |
| 2008   | プロムナイト Prom Night                          | カレン・ターナー   |            |
| 2009   | ステップファーザー/殺人鬼の棲む家 The Stepfather | ジュリー・キング   |            |

### テレビシリーズ
| 放映年    | 邦題 原題                                            | 役名                     | 備考                                |
| --------- | ---------------------------------------------------- | ------------------------ | ----------------------------------- |
| 1991-1992 | Young Robin Hood                                     | Gertrude of Griswald     | 26エピソード 声の出演               |
| 1998      | ハイテク武装車バイパー Viper                         | アリッサ                 | シーズン3 第9話 "Family Matters"    |
| 1999      | 7デイズ/時空大作戦 Seven Days                        | カーラ・ボイルズ         | シーズン1 第12話 "Last Card Up"     |
| 1999      | 超感覚刑事ザ・センチネル The Sentinel                | RJシャノン               | シーズン4 第6話 "The Real Deal"     |
| 1999      | ザ・プラクティス ボストン弁護士ファイル The Practice | ジェニファー             | 2エピソード                         |
| 2000      | スヌープス Snoops                                    | スザンヌ・シヴァーズ     | 2エピソード                         |
| 2000-2002 | ボストン・パブリック Boston Public                   | ローレン・デイヴィス     | 44エピソード                        |
| 2003      | WITHOUT A TRACE/FBI 失踪者を追え! Without a Trace    | ホイットニー・リダー     | シーズン2 第3話 "フィアンセの素顔"  |
| 2003-2008 | NIP/TUCK マイアミ整形外科医 Nip/Tuck                 | ジーナ・ルッソ           | 17エピソード                        |
| 2004      | NYPDブルー NYPD Blue                                 | ケリー・ロンソン刑事     | 5エピソード                         |
| 2005      | プリズン・ブレイク Prison Break                      | リサ・リックス           | 4エピソード                         |
| 2006      | ロー&オーダー Law & Order                            | アンジェラ               | シーズン16 第13話 "心の闇"          |
| 2007-2008 | HEROES Heroes                                        | メレディス・ゴードン     | 10エピソード                        |
| 2007-2008 | Friday Night Lights                                  | シェリー・ヘインズ       | 6エピソード                         |
| 2008      | CSI:ニューヨーク CSI: NY                             | ジョーダン・ゲイツ       | 3エピソード                         |
| 2008      | XIII                                                 | キム                     | ミニシリーズ                        |
| 2009-2012 | Glee glee                                            | テリ・シュースター       | 45エピソード                        |
| 2012      | 続ハリーズ・ロー 裏通り法律事務所 Harry's Law        | ブリアナ・マーシュ       | シーズン2 第18話 "残酷なリアリティ" |
| 2013      | グッド・ワイフ The Good Wife                         | ジャニー                 | シーズン4 第17話 "死因審問"         |
| 2013      | ヴァイキング 〜海の覇者たち〜 Vikings                | シギー・ハロルドソン     | 9エピソード                         |
| 2016      | スキャンダル 託された秘密 Scandal                    | ヴァネッサ・モス         | 5エピソード                         |
| 2022      | 1923                                                 | ビバリー・ストラフォード | ゲスト                              |